# Film & Arts
Film & Arts (estilizado como film&arts) es un canal de televisión por suscripción latinoamericano de origen argentino dedicado al cine, la música, el teatro y otros espectáculos artísticos y culturales.
Actualmente es propiedad de AMC Networks y es operado por su subsidiaria AMC Networks International Latin America desde Buenos Aires, Argentina.

## Historia
Fue lanzado el 1° de abril de 1996 por Bravo Internacional, una división de Bravo Network, como la versión latinoamericana del canal cultural estadounidense Bravo, nombre que no pudo utilizar en el Cono Sur debido a que el mismo lo tenía registrado la productora Gala Producciones del extinto servicio de televisión paga argentino VCC.
El 1° de agosto de 1999, Film & Arts estrenó nuevo logo y nueva imagen al aire, con el fin de establecer una identidad más fuerte y exclusiva para el mercado en América Latina. Esta decisión vino de la mano de una encuesta realizada durante 1998 con los distribuidores del canal, quienes recomendaron crear una imagen más fuerte e identificable que mostrara que el canal era único en su género. Las compañías involucradas en la creación del paquete de imagen fueron Deep Blue Sea, una división de BVI de Miami, que trabajó en la creación, diseño, y producción del logo y la imagen; y Pisces Productions de Boston, en el desarrollo de la música.
En diciembre del mismo año, Bravo Networks Company firma un acuerdo con Pramer para la representación publicitaria de Film & Arts, haciéndose cargo de la comercialización y pautado de avisos dentro de la programación en Argentina.
Bravo Networks Company decidió retirarse del mercado latinoamericano y en septiembre de 2000 vende Film & Arts a Pramer de Liberty Global.
En 2013, el canal pasó a ser parte del portafolio de canales de Chello Latin America, cuando Pramer cambió de nombre al fusionarse con MGM Latin America. En 2014, finalmente pasa a manos de AMC Networks, cuando ésta adquiere Chello Latin America.
El 1° de abril de 2016, el canal cumplió 20 años, con ello a los días se presentó una renovación de su logotipo. Entre sus novedades presentaría en vivo la transmisión de los Premios Tony los cuales emite anualmente.
En enero de 2022, el canal presentó el bloque Viernes de Sundance, un espacio dedicado al cine independiente de todo el mundo y de todas las épocas, una selección de películas bajo el sello exclusivo de Sundance TV, canal hermano que fue cerrado en la región en 2020.

## Programación
La programación comprende programas teatrales, musicales, las artes escénicas, documentales, cine de autor y cine independiente, series europeas (sobre todo nórdicas), eventos especiales como los premios Tony y conciertos de cantantes de renombre internacional.